# Kreuzentropie
Die Kreuzentropie ist in der Informationstheorie und der mathematischen Statistik ein Maß für die Qualität eines Modells für eine Wahrscheinlichkeitsverteilung. Eine Minimierung der Kreuzentropie in Bezug auf die Modellparameter kommt einer Maximierung der Log-Likelihood-Funktion gleich.

## Definition
Sei {\displaystyle X} eine Zufallsvariable mit Zielmenge {\displaystyle \Omega }, die gemäß {\displaystyle P} verteilt ist.
Es sei weiter {\displaystyle Q} eine Verteilung auf demselben Ereignisraum.
Dann ist die Kreuzentropie definiert durch:
{\displaystyle H(X;P;Q)=H(X)+D(P\Vert Q)}
Hierbei bezeichne {\displaystyle H(X)} die Entropie von {\displaystyle X} und {\displaystyle D(P\|Q)} die Kullback-Leibler-Divergenz der beiden Verteilungen.

## Äquivalente Formulierung
Durch Einsetzen der beiden Definitionsgleichungen
{\displaystyle H(X)=-\sum _{x\in X}P(x)\log P(x)} und {\displaystyle D(P\|Q)=\sum _{x\in X}P(x)\cdot \log {\frac {P(x)}{Q(x)}}} ergibt sich nach Vereinfachung im diskreten Fall
{\displaystyle H(X;P;Q)=-\sum _{x\in \Omega }P(X=x)\cdot \log Q(X=x)\,.}
und im stetigen Fall (mit Dichtefunktionen {\displaystyle p} und {\displaystyle q})
{\displaystyle H(X;P;Q)=-\int _{\Omega }p(x)\cdot \log q(x)\mathrm {d} x}

## Schätzung
Zwar hat die Kreuzentropie eine vergleichbare Aussagekraft wie die reine Kullback-Leibler-Divergenz, erstere lässt sich jedoch auch ohne genaue Kenntnis von {\displaystyle P} schätzen.
In der praktischen Anwendung ist daher {\displaystyle Q} meist eine Approximation einer unbekannten Verteilung {\displaystyle P}.
Nach obiger Gleichung gilt:
{\displaystyle H(X;P;Q)=E_{P}(-\log Q(X))},
wobei {\displaystyle E_{P}} den Erwartungswert gemäß der Verteilung {\displaystyle P} bezeichnet.
Sind nun {\displaystyle x_{1};\dots ;x_{n}\in \Omega } Realisierungen von {\displaystyle X\sim P}, d. h. eine unabhängig und identisch gemäß {\displaystyle P} verteilte Stichprobe. Dann ist der Stichprobenmittelwert ein erwartungstreuer Schätzer für die Kreuzentropie, welcher nach dem Gesetz der großen Zahlen konvergiert und seine Realisierung ist
{\displaystyle {\hat {H}}(Q;n)=-{\frac {1}{n}}\sum _{i=1}^{n}\log Q(x_{i}).}

## Zusammenhang mit Log-Likelihood-Funktion
Gegeben sei ein Modell mit Parametern {\displaystyle \theta } und (Ausgabe-)Wahrscheinlichkeitsdichte {\displaystyle q_{\theta }} welches die Wahrscheinlichkeitsdichte {\displaystyle p_{\mathrm {data} }} annähern soll.
Der wahre Wert der Parameter {\displaystyle \theta } maximiert die erwartete Log-Likelihood-Funktion {\displaystyle E[\log(q_{\theta }(x))]=\int _{\Omega }dxp_{\mathrm {data} }(x)\log q_{\theta }(x)=-H(X;p_{\mathrm {data} },q_{\theta }).}
Diese Gleichungen können mithilfe von Stichproben genähert werden:
{\displaystyle E[\log(q_{\theta }(x))]\approx {\widehat {\mathbf {E} }}_{n}[\log q_{\theta }(x);p_{\mathrm {data} }]={\frac {1}{n}}\sum _{i=1}^{n}\log q_{\theta }(x_{i})=-{\hat {H}}(X;p_{\mathrm {data} },q_{\theta })}, wobei die Näherung wie unter Stichprobenmittelwert dargestellt folgt.
Beachte, das Auftreten der Log-Likelihood-Funktion {\displaystyle l=\sum _{i}\log q_{\theta }(x_{i})} in der Näherung, wobei die Skalierung {\displaystyle {\frac {1}{n}}} die Lage des Maximums nicht verändert.

## Abgeleitete Größen
Die Größe {\displaystyle 2^{H(X;P;Q)}} beziehungsweise {\displaystyle 2^{H(X)}} wird auch als Perplexität bezeichnet. Sie wird vor allem in der Spracherkennung verwendet.